# Felicio Brown Forbes
Pour les articles homonymes, voir Brown et Forbes (homonymie).
Felicio Anando Brown Forbes, abrégé Felicio Brown Forbes, né le 29 août 1991 à Berlin en Allemagne, est un footballeur international costaricien, possédant également la nationalité allemande. Il évolue au poste de défenseur droit ou de milieu droit.

## Carrière

### En sélection
De père costaricien et de mère allemande, Brown Forbes peut jouer pour les deux équipes. Il annonce en novembre 2013 vouloir jouer pour le Costa Rica, contrairement à ce qu'il avait déclaré en 2010.
Il joue son premier match international le 10 octobre 2014 lors d'un match amical contre Oman.

## Statistiques
| Saison                | Club                       | Championnat           | Championnat | Championnat | Coupe(s) nationale(s) | Coupe(s) nationale(s) | Costa Rica | Costa Rica | Total | Total |
| Saison                | Club                       | Division              | M.          | B.          | M.                    | B.                    | M.         | B.         | M.    | B.    |
| 2010-2011             | FC Nuremberg               | Bundesliga            | 0           | 0           | 0                     | 0                     | -          | -          | 0     | 0     |
| 2010-2011             | FC Carl Zeiss Jena (prêt)  | 3. Liga               | 15          | 4           | -                     | -                     | -          | -          | 15    | 4     |
| 2011-2012             | Rot-Weiß Oberhausen (prêt) | 3. Liga               | 34          | 6           | 1                     | 0                     | -          | -          | 35    | 6     |
| 2012-2013             | FC Nuremberg               | Bundesliga            | 0           | 0           | 0                     | 0                     | -          | -          | 0     | 0     |
| Sous-total            | Sous-total                 | Sous-total            | 49          | 10          | 1                     | 0                     | -          | -          | 50    | 10    |
| 2012-2013             | FSV Francfort              | 2. Bundesliga         | 0           | 0           | 0                     | 0                     | -          | -          | 0     | 0     |
| Sous-total            | Sous-total                 | Sous-total            | 0           | 0           | 0                     | 0                     | -          | -          | 0     | 0     |
| 2013-2014             | Krylia Sovetov Samara      | Premier League        | 15          | 0           | 1                     | 0                     | -          | -          | 16    | 0     |
| 2014-2015             | FK Oufa                    | Premier League        | 9           | 1           | 1                     | 0                     | 1          | 0          | 11    | 1     |
| 2015-2016             | FK Rostov                  | Premier League        | 0           | 0           | 0                     | 0                     | -          | -          | 0     | 0     |
| Sous-total            | Sous-total                 | Sous-total            | 24          | 1           | 2                     | 0                     | 1          | 0          | 27    | 1     |
| 2015-2016             | Arsenal Toula              | FNL                   | 8           | 2           | -                     | -                     | -          | -          | 8     | 2     |
| 2016-2017             | Arsenal Toula              | Premier League        | 6           | 0           | 0                     | 0                     | -          | -          | 6     | 0     |
| Sous-total            | Sous-total                 | Sous-total            | 14          | 2           | 0                     | 0                     | -          | -          | 14    | 2     |
| Total sur la carrière | Total sur la carrière      | Total sur la carrière | 0           | 0           | 0                     | 0                     | 1          | 0          | 1     | 0     |